# Skogs landskommun, Hälsingland
För landskommunen med detta namn i Ångermanland, se Skogs landskommun, Ångermanland.
Skogs landskommun var en tidigare kommun i Gävleborgs län. Kommunkod 1952-1970 var 2112.

## Administrativ historik
Skogs landskommun inrättades den 1 januari 1863 i Skogs socken i Hälsingland när 1862 års kommunalförordningar trädde i kraft. Kommunen förblev opåverkad av kommunreformen 1952.
År 1971 delades kommunen, då delen som tillhörde Skogs församling fördes till Söderhamns kommun, medan delen Lingbo församling fördes till Ockelbo kommun.

### Kyrklig tillhörighet
I kyrkligt hänseende tillhörde kommunen först endast Skogs församling, men ur denna församling utbröts den 1 maj 1915 Lingbo kapellförsamling, som senare blev annexförsamling.

## Kommunvapen
Skogs landskommun förde inte något vapen.

## Geografi
Skogs landskommun omfattade den 1 januari 1952 en areal av 467,87 km², varav 405,47 km² land. Efter nymätningar och arealberäkningar färdiga den 1 januari 1961 omfattade landskommunen samma datum en areal av 461,42 km², varav 404,76 km² land.

### Tätorter i kommunen 1960
| Tätort | Folkmängd |
| ------ | --------- |
| Lingbo | 769       |
| Skog   | 355       |

Tätortsgraden i kommunen var den 1 november 1960 40,7 procent.

## Politik

### Mandatfördelning i valen 1938-1966
| 15 | 3 | 5 | 2 |

| 24 |

| 15 | 6 | 2 | 2 |

| 24 |

|  | 15 | 9 |

| 24 |

| 14 | 6 | 4 |  |

| 23 |

| 13 | 2 | 6 | 4 |

| 23 |

| 14 | 6 | 3 | 2 |

| 22 |

| 14 | 6 | 3 | 2 |

| 23 |

| 12 | 8 | 3 | 2 |

| 22 |

### Fotnoter
1. ↑  Per Andersson: Sveriges kommunindelning 1863-1993, Draking, Mjölby 1993, ISBN 91-87784-05-X, s. 88
2. ↑   (PDF) Folkräkningen den 31 december 1950, I, Areal och folkmängd inom särskilda förvaltningsområden m.m., Tätorter. Stockholm: Statistiska centralbyrån. 1952-05-19. sid. 104. Arkiverad från originalet den 1 oktober 2014. https://www.webcitation.org/6T09ZkyrB?url=http://www.scb.se/Grupp/Hitta_statistik/Historisk_statistik/_Dokument/SOS/Folkrakningen_1950_1.pdf. Läst 9 oktober 2014 Arkiverad 29 oktober 2013 hämtat från the Wayback Machine.
3. ↑   ( PDF) Folkräkningen den 1 november 1960, I, Folkmängd inom kommuner och församlingar efter kön, ålder, civilstånd m.m.. Stockholm: Statistiska centralbyrån. 1961. sid. 53 & 203. Arkiverad från originalet den 15 juli 2015. https://www.webcitation.org/6a1zkRbkC?url=http://www.scb.se/Grupp/Hitta_statistik/Historisk_statistik/_Dokument/SOS/Folkrakningen_1960_01.pdf. Läst 16 november 2017 Arkiverad 14 oktober 2013 hämtat från the Wayback Machine.
4. ↑   ( PDF) Folkräkningen den 1 november 1960, II, Folkmängd inom tätorter efter kön, ålder och civilstånd.. Stockholm: Statistiska centralbyrån. 1961. sid. 26. Arkiverad från originalet den 29 juni 2015. https://www.webcitation.org/6ZeEB9Ija?url=http://www.scb.se/Grupp/Hitta_statistik/Historisk_statistik/_Dokument/SOS/Folkrakningen_1960_02.pdf. Läst 16 november 2017 Arkiverad 24 september 2015 hämtat från the Wayback Machine.